# 輦道四
天鵝座4，又名BD+36 3557，HD 183056、SAO 68301、HR 7395，是天鵝座的一颗恒星，视星等为5.15，位于銀經69.11，銀緯9.31，其B1900.0坐标为赤經19h 22m 33s，赤緯+36° 9.31′ 2″。